# تپه تپ بکرآباد
تپه تپ بکر آباد مربوط به هزاره اول قم است و در شهرستان قروه، بخش ئیلاق، دهستان ئیلاق جنوبی، روستای بکرآباد واقع شده و این اثر در تاریخ ۷ اسفند ۱۳۸۶ با شمارهٔ ثبت ۲۱۵۱۰ به‌عنوان یکی از آثار ملی ایران به ثبت رسیده است.